# Amphipoea aurigera
Amphipoea aurigera är en fjärilsart som beskrevs av Heydemann 1932. Amphipoea aurigera ingår i släktet Amphipoea och familjen nattflyn. Inga underarter finns listade i Catalogue of Life.